# Lisíades
|  | Per a altres significats, vegeu «Lisíades (poeta)». |

Lisíades (grec antic: Λυσιάδης, llatí: Lysiades) va ser un filòsof epicuri atenès. Era fill del cèlebre filòsof Fedre, amic de Ciceró. Aquest diu que Lisíades era un «homo festivus», i ataca el seu nomenament com a jutge fet per Marc Antoni.